# Condado de Beadle
El condado de Beadle (en inglés: Beadle County, South Dakota), fundado en 1879,  es uno de los 66 condados en el estado estadounidense de Dakota del Sur. En el 2000 el condado tenía una población de 17 023 habitantes en una densidad poblacional de 5 personas por km². La sede del condado es Huron.

## Geografía
Según la Oficina del Censo, el condado tiene un área total de 3276 km² (1264,9 mi²), de la cual 3260 km² (1258,7 mi²) es tierra y 16 km² (6,2 mi²) es agua.

### Condados adyacentes
- Condado de Spink - norte
- Condado de Clark - noreste
- Condado de Kingsbury - este
- Condado de Sanborn - sureste
- Condado de Jerauld - suroeste
- Condado de Hand - oeste

## Demografía
En el 2000 la renta per cápita promedia del condado era de $30 510, y el ingreso promedio para una familia era de $40 596. El ingreso per cápita para el condado era de $17 832. En 2000 los hombres tenían un ingreso per cápita de $26 910 versus $19 785 para las mujeres. Alrededor del 11.90% de la población estaba bajo el umbral de pobreza nacional.
| 1900  | 1910   | 1920   | 1930   | 1940   | 1950   | 1960   | 1970   | 1980   | 1990   | 2000   | Est. 2008 |
| ----- | ------ | ------ | ------ | ------ | ------ | ------ | ------ | ------ | ------ | ------ | --------- |
| 8.081 | 15 776 | 19 273 | 22 917 | 19 648 | 21 082 | 21 682 | 20 877 | 19 195 | 18 253 | 17 023 | 15 878    |

## Ciudades y pueblos
- Broadland
- Bonilla
- Cavour
- Hitchcock
- Huron
- Iroquois
- Virgil
- Wessington
- Wolsey
- Yale

## Mayores autopistas
- Carretera de U.S. 14
- Carretera de U.S. 281
- Carretera de Dakota del Sur 28
- Carretera de Dakota del Sur 37